# Пушкин, Николай Петрович
Николай Петрович Пушкин (4 декабря 1918 года — 23 октября 2007 года) — Герой Советского Союза, командир эскадрильи 2-го гвардейского истребительного авиационного полка 215-й истребительной авиационной дивизии 2-го истребительного авиационного корпуса 3-й воздушной армии Калининского фронта, гвардии полковник.

## Биография

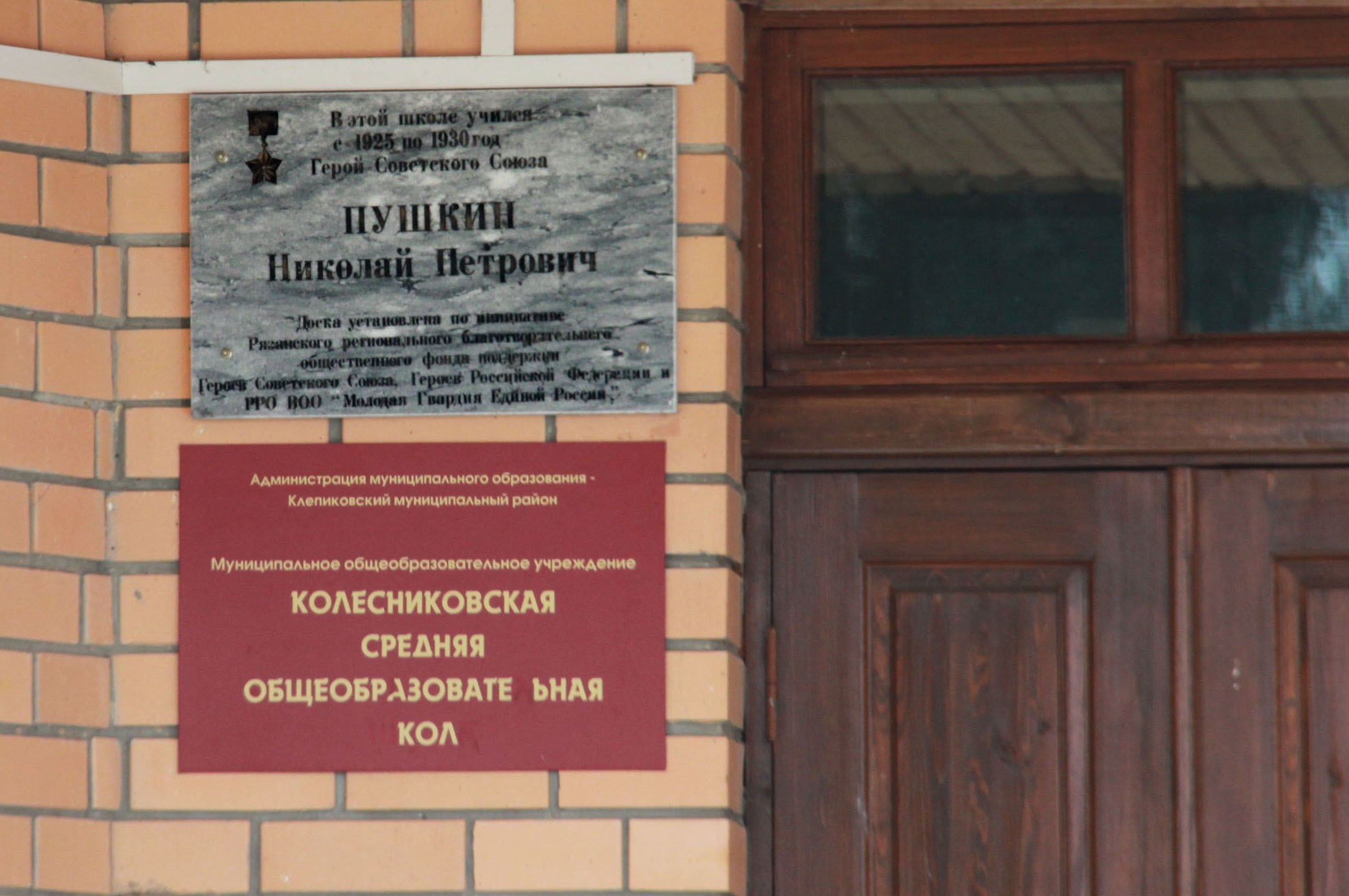
Мемориальная доска на Колесниковской средней школе

### Детство
Николай Петрович Пушкин родился 4 декабря 1918 года в деревне Норино в крестьянской семье. Русский. Окончил 8 классов школы. В 1930-х годах после окончания 8 классов Николай учился на учебном комбинате в Подмосковье. С 1936 года, уже став слесарем-модельщиком, без отрыва от производства начал посещать областной аэроклуб, где по-настоящему полюбил профессию лётчика.

### На воинской службе
В Красной Армии с 1937 года.
В 1940-м году окончил Качинскую военную авиационную школу лётчиков. Служил в строевых частях ВВС.

### Великая Отечественная война
Участник Великой Отечественной войны с июня 1941 года. Свои первые боевые вылеты совершил на Западном фронте.
С апреля 1942 года воевал в составе 2-го гвардейского истребительного авиационного полка. Сражался на Волховском, Сталинградском, Брянском, Западном, Северо-Западном, Калининском и 1-м Прибалтийском фронтах. С мая 1942 года командовал авиаэскадрильей.
В 1942 году вступил в ВКП(б).
К маю 1943 года совершил 380 боевых вылетов, в 52 воздушных боях сбил лично 7 и в составе группы 9 самолётов противника.
Указом Президиума Верховного Совета СССР от 2 сентября 1943 года за образцовое выполнение боевых заданий командования на фронте борьбы с немецко-фашистским захватчиками и проявленные при этом мужество и героизм гвардии старшему лейтенанту Пушкину Николаю Петровичу присвоено звание Героя Советского Союза с вручением ордена Ленина и медали «Золотая Звезда» (№ 1115).
Пушкин Николай Петрович — первый командир эскадрильи «Монгольский арат», закупленной на деньги монгольских скотоводов-аратов.
С ноября 1943 года стал заместителем командира 2-го гвардейского истребительного авиационного полка.
С июля 1944 года — заместитель командира 482-го истребительного авиационного полка. В составе этого полка сражался на 1-м Прибалтийском и 3-м Белорусском фронтах.
На заключительном этапе войны сражался в составе 41-го гвардейского истребительного авиационного полка (1-й Украинский фронт).
Всего за время войны совершил 490 боевых вылетов на истребителях И-16, МиГ-3, ЛаГГ-3, Ла-5 и Ла-7, в 75 воздушных боях сбил лично 7 и в составе группы 9 самолётов противника.
Участник исторического Парада Победы 24 июня 1945 года в Москве на Красной площади.

### Послевоенные годы
После войны продолжал службу в ВВС. В 1948 году окончил Высшие офицерские лётно-тактические курсы (город Липецк), в 1955 году — Военно-воздушную академию (Монино).
По окончании войны жил в городе Балашиха Московской области. 
С 1966 года полковник Н. П. Пушкин — в запасе, а затем в отставке. Работал агрегатном заводе «Рубин».
Умер 23 октября 2007 года. Похоронен на Новском кладбище города Балашихи Московской области.

## Награды
- Медаль «Золотая Звезда»;
- орден Ленина;
- два Ордена Красного Знамени;

Памятник Н. П. Пушкину в городе Спас-Клепики Рязанской области

- два Ордена Отечественной войны 1-й степени;
- орден Красной Звезды;
- монгольский орден Красного Знамени;
- медали.

## Память
- Мемориальная доска на Колесниковской средней школе Рязанской области
- Мемориальная доска на Колесниковском сельском доме культуры.
- Памятная мемориальная доска на аллее Героев в городе Балашиха.
- Памятник в городе Спас-Клепики.
- Фотография Героя размещена на информационном щите «Герои Клепиковской земли» в посёлке Тума.
- Надгробный памятник на Новском кладбище города Балашиха.